# Steven Sinofsky
Steven Sinofsky (né en 1965) occupait le poste de président de la division Windows et Windows Live chez Microsoft depuis juillet 2009, responsable de développement et du marketing de  Windows, Windows Live, et Internet Explorer. Il était auparavant responsable du développement de Microsoft Office.
Le 12 novembre 2012, Steven Sinofsky quitte Microsoft, il sera remplacé par Julie Larson-Green. qui dirigera les activités matériels et logiciels de Windows, épaulée par Tami Reller qui sera responsable de la stratégie d’affaires de Windows, tout en conservant son poste de directrice financière et marketing de Microsoft.

## Carrière
En 1989, Steven Sinofsky est diplômé d'un Master en Informatique à l'Université du Massachusetts à Amherst.
En juillet 1989, Sinofsky rejoint Microsoft en tant qu'ingénieur pour la conception de logiciels.
En 1994, il rejoint l'équipe des produits Office qui vient d'être créée en tant que  manager.

## Travaux
Il a travaillé à la publication de versions bêta de Windows (7 et 8) avec des chaines de caractères pseudolocalisées intactes  ainsi qu'une meilleure gestion des fenêtres sur Windows7 par rapport à Vista .